# 東星高等學校 (首爾特別市)
東星高等學校（韩语：／）是一所位於首爾鐘路區惠化洞的私立天主教教會學校。設立於1907年，其畢業生在韓國天主教會有極大的影響力，許多人成為了主教和樞機主教。該校旁邊有惠化洞教堂和韓國天主教大學。

## 校友
- 高興吉（고흥길），新世界黨國會議員
- 金壽煥（김수환），韓國天主教會首位樞機主教
- 安聖基，韓國演員